# جوایز ای‌پی‌آرای (استرالیا)
جوایز موسیقی ای‌پی‌آرای در استرالیا جوایزی سالانه برای بزرگداشت موسیقی معاصر است که از مهارت آهنگسازان، ترانه سرایان و ناشران عضو که در فروش و اجرای نمایش ایرپلی موفقیت چشمگیری کسب کرده‌اند، تجلیل می‌شود. این مراسم نخستین بار در سال ۱۹۸۲ میلادی آغاز شد و تا کنون ادامه داشته است.